# Rui Pires
Rui Miguel Guerra Pires (sinh ngày 22 tháng 3 năm 1998) là một cầu thủ bóng đá người Bồ Đào Nha thi đấu cho FC Porto B, ở vị trí tiền vệ.

## Sự nghiệp bóng đá
Vào ngày 7 tháng 8 năm 2016, Pires có màn ra mắt cho FC Porto B trong trận đấu tại LigaPro 2016–17 trước Aves.

## Danh hiệu
Cá nhân
- Đội hình tiêu biểu Giải bóng đá U-19 vô địch châu Âu: 2017[2]